# I morgen er det slut
I morgen er det slut er en dansk spillefilm fra 1988 med instruktion og manuskript af Sigfred Aagaard.
Sigfred Aagaard havde tilbage i 1970 vakt opmærksomhed med sin filmatisering af Kaj Munks Havet og menneskene. Først atten år senere præsenterede han en ny spillefilm, denne gang med offentlig støtte. I morgen er det slut bruger atter vestjyske amatørskuespillere og har instruktøren selv i hovedrollen. Der tales ikke helt så udpræget vestjysk dialekt som i Havet og menneskene. Filmen fik pæne anmeldelser. Man fandt, at den imellem scenerne fra Kaj Munks skuespil Ordet (1925) gav et fint billede af en vestjysk landsby og dens mennesker.

## Handling
En vikar på en lille vestjysk skole må overtage degnens job som iscenesætter af den årlige dilettantforestilling i forsamlingshuset. Her vil han sætte Kaj Munks skuespil Ordet op. Opgaven bliver ikke nem og kompliceres af at han forelsker sig i en af de medvirkende.

## Medvirkende
- Sigfred Aagaard - Vikaren/Peder Skrædder i "Ordet"
- Knud Enggrob - Gamle Mikkel Borgen i "Ordet"
- Ejnar Johansen - Unge Mikkel Borgen i "Ordet"
- Bent Berg - Johannes i "Ordet"
- Poul Poulsen - Anders i "Ordet"
- Karen Margrethe Burmølle - Svigerdatteren i "Ordet"
- Anne Schmidt - Den elleveårige pige i "Ordet"
- Hans Post - Lægen i "Ordet"
- Mogens Tarp - Præsten i "Ordet"
- Inge Provstgaard - Suffløsen
- Knud Erik Olesen - Maskinmanden
- Jonna Green - Tæppedamen
- Georg Hougaard - Frisøren
- Jens Galsgaard - Formanden for forsamlingshuset
- Karen Ernst - Bestyrerinden for forsamlingshuset
- Inga Nyborg - "æ Berg"s søster
- Thyra Tarp - Billetsælgersken
- Elisabeth Enggrob - Journalisten
- Claus Baadsgaard - Pressefotografen
- Christian Midtiby - Skolekommissionsformanden
- Anders Johnsen - Postbuddet